# 巴西第四共和國
巴西第四共和国（葡萄牙語：Quarta República Brasileira），又称民粹主义时期（葡萄牙語：Período Populista）、新共和国（葡萄牙語：República Nova）、民主时期（葡萄牙語：Período Democrático）、46年共和国（葡萄牙語：República de 46），是20世纪中叶巴西新国家体制结束后、军事独裁政权建立前的历史时期，一般认为始于1946年尤里科·加斯帕尔·杜特拉就职总统，终于1964年若昂·古拉特被军事政变推翻。
1945年10月29日，统治多年的热图利奥·瓦加斯被军事政变罢免下台。次年1月31日，杜特拉就任总统，新宪法于9月生效，多党民主制度得以恢复。然而，凭借其强大的社会影响力，瓦加斯于1950年代表巴西工党再次赢得大选，重返里奥内格罗宫，直至1954年因政治危机而自杀。数届短暂过渡政府后，社会民主党的儒塞利诺·库比契克在1955年总统选举中获胜，开启了以建设新首都巴西利亚和实施大规模工业化为标志的发展主义时代。1960年，雅尼奥·夸德罗斯代表国家工党当选总统，却于次年突然辞职，副总统、工党的若昂·古拉特在严重的政治风波后继任总统职务。古拉特推行的社会改革政策遭到保守势力、军方以及美国的强烈反对，最终在1964年4月1日的军事政变中被推翻，巴西由此进入长达二十余年的軍人獨裁統治時期。
巴西第四共和国时期的政治局势极为动荡，瓦加斯主义的社会民主党和工党与反瓦加斯的全国民主同盟三大政党主导政治舞台，各党派的魅力型领袖的大众动员与煽动政治取代了旧共和国时代的舞弊选举和瓦加斯时代的威权统治，第四共和国因此也被称为“民粹主義共和国”。军方始终在政治生活中保持强大影响力，总统时常面临弹劾威胁、军事干涉或被迫辞职。尽管政治动荡不断，第四共和国仍是巴西經濟发展的关键时期。政府大力推动經濟民族主義与發展主義，实行进口替代战略以促进工业化，建立巴西石油等国有企业，以高关税保护本土产业，并通过大规模基础设施建设和内陆地区开发刺激经济增长。然而，这些政策同时也引发了严重的通货膨胀、财政赤字和外债增加。城乡与地区之间的贫富差距不断拉大，文盲率居高不下，广大农村仍被地主寡头控制，贫困乡村居民涌入城市，催生了高速城市化及贫民窟问题，这一系列社会问题促成了第四共和国的倾覆并延宕至今。